# أوستون ماثيوز
أوستون ماثيوز (مواليد 17 سبتمبر 1997) هو لاعب هوكي جليد أمريكي يلعب في نادي تورونتو ميبل ليفس.